# Zen+
Zen Zen 2
Zen+ est le nom de code pour la microarchitecture utilisée dans les processeurs Ryzen d'AMD dès avril 2018. C'est le successeur de la microarchitecture Zen, alimentant la deuxième génération de processeurs Ryzen, connue sous le nom de Ryzen 2000 pour les PC de bureau grand public, Threadripper 2000 pour les PC de bureau haut de gamme (HEDT) et Ryzen 3000G (au lieu de 2000G) pour les unités de traitement accéléré (APU).

## Architecture

Photo d'un Die (circuit intégré) du Ryzen 5-2600

Zen+ utilise le procédé de fabrication 12 nm de GlobalFoundries, une optimisation du procédé 14 nm utilisé pour Zen, avec seulement des modifications mineures dans la conception. Cela signifie que les tailles de puces entre Zen et Zen+ sont identiques, car AMD a choisi d'utiliser les nouveaux transistors plus petits pour augmenter la quantité d'espace vide, ou "silicium noir", entre les différentes fonctionnalités de la puce. Cela a été fait pour améliorer l'efficacité énergétique et réduire la densité thermique pour permettre des vitesses d'horloge plus élevées, plutôt que de concevoir un plan d'étage entièrement nouveau pour une puce physiquement plus petite (ce qui aurait été beaucoup plus de travail et donc plus cher). Ces optimisations, par rapport à la génération précédente, ont permis d'augmenter la fréquence d'environ 250 MHz (≈ 6 %) et de réduire la consommation d'énergie à la même fréquence de 10 %. La microarchitecture n'a eu que des révisions mineures, comme une régulation améliorée de la vitesse d'horloge en réponse à la charge de travail ("Precision Boost 2"), des latences de cache et de mémoire réduites (certaines de manière significative), une bande passante de cache accrue et enfin des performances IMC améliorées permettant une meilleure prise en charge de la mémoire DDR4 (officiellement spécifié JEDEC pour prendre en charge jusqu'à 2933 MHz contre seulement 2666 MHz sur les Zen précédents).

## Liste des processeurs Zen+

### Processeurs pour PC de bureau
Caractéristiques communes des CPU Ryzen 2000 pour PC de bureau :
- Socket : AM4.
- Tous les CPU supportent la mémoire DDR4-2933 en mode double canal, sauf les R7 2700E et R5 2600E qui la supportent en DDR4-2666.
- Mémoire cache L1 : 96 ko (32 ko données + 64 ko instructions) par cœur.
- Cache L2 : 512 ko par cœur.
- Tous les CPU supportent 24 lignes PCIe 3.0. Quatre lignes sont réservées pour faire le lien avec le chipset.
- Pas de processeur graphique intégré.
- Procédé de fabrication : GlobalFoundries 12LP (14LP+).

| Marque et modèle | Marque et modèle | Cœurs (threads) | Dissipateur thermique  | Fréquence d'horloge (GHz) | Fréquence d'horloge (GHz) | Cache L3 (total) (Mo) | TDP (W) | Config. cœurs | Date de sortie | Prix (USD) |
| Marque et modèle | Marque et modèle | Cœurs (threads) | Dissipateur thermique  | Base                      | PB2                       | Cache L3 (total) (Mo) | TDP (W) | Config. cœurs | Date de sortie | Prix (USD) |
| ---------------- | ---------------- | --------------- | ---------------------- | ------------------------- | ------------------------- | --------------------- | ------- | ------------- | -------------- | ---------- |
| Ryzen 7          | 2700X            | 8 (16)          | Wraith Prism (en)      | 3,7                       | 4,3                       | 16                    | 105     | 2 × 4         | 19 avril 2018  | 329        |
| Ryzen 7          | 2700             | 8 (16)          | Wraith Spire (LED)     | 3,2                       | 4,1                       | 16                    | 65      | 2 × 4         | 19 avril 2018  | 299        |
| Ryzen 7          | 2700E            | 8 (16)          | OEM                    | 2,8                       | 4,0                       | 16                    | 45      | 2 × 4         | 19 sept. 2018  | OEM        |
| Ryzen 5          | 2600X            | 6 (12)          | Wraith Spire (non LED) | 3,6                       | 4,2                       | 16                    | 95      | 2 × 3         | 19 avril 2018  | 229        |
| Ryzen 5          | 2600             | 6 (12)          | Wraith Stealth         | 3,4                       | 3,9                       | 16                    | 65      | 2 × 3         | 19 avril 2018  | 199        |
| Ryzen 5          | 2600E            | 6 (12)          | OEM                    | 3,1                       | 4,0                       | 16                    | 45      | 2 × 3         | 19 sept. 2018  | OEM        |
| Ryzen 5          | 1600 (AF)        | 6 (12)          | Wraith Stealth         | 3,2                       | 3,6                       | 16                    | 65      | 2 × 3         | 11 oct. 2019   | 85         |
| Ryzen 5          | 2500X            | 4 (8)           | OEM                    | 3,6                       | 4,0                       | 8                     | 65      | 1 × 4         | 10 sept. 2018  | OEM        |
| Ryzen 3          | 2300X            | 4 (4)           | OEM                    | 3,5                       | 4,0                       | 8                     | 65      | 1 × 4         | 10 sept. 2018  | OEM        |
| Ryzen 3          | 1200 (AF)        | 4 (4)           | Wraith Stealth         | 3,1                       | 3,4                       | 8                     | 65      | 1 × 4         | 21 avril 2020  | 60         |

1. ↑  Nb cœurs complexes (CCX) × cœurs par CCX
2. 1 2 3   Modèle également disponible en version PRO référencé 2600[1], 2700[2], 2700X[3], sorti le 19 septembre 2018.
3. 1 2  Les modèles AF sont des rafraichissements Zen+ 12 nm de modèles Zen à 14 nm (1200[5] et 1600[6] avec suffixes "AF").

Caractéristiques communes des CPU Ryzen 2000 HEDT :
- Socket : TR4.
- Tous les CPU supportent la mémoire DDR4-2933 en mode quadruple canal.
- Cache L1 : 96 ko (32 ko données + 64 ko instructions) par cœur.
- Cache L2 : 512 ko par cœur.
- Tous les CPU supportent 64 lignes PCIe 3.0. Quatre lignes sont réservées pour faire le lien avec le chipset.
- Pas de processeur graphique intégré.
- Procédé de fabrication : GlobalFoundries 12LP (14LP+).

| Marque et modèle   | Marque et modèle | Cœurs (threads) | Fréquence d'horloge (GHz) | Fréquence d'horloge (GHz) | Cache L3 (total) | TDP (W) | Chiplets | Config cœurs | Date de sortie | Prix (USD) |
| Marque et modèle   | Marque et modèle | Cœurs (threads) | Base                      | PB2                       | Cache L3 (total) | TDP (W) | Chiplets | Config cœurs | Date de sortie | Prix (USD) |
| ------------------ | ---------------- | --------------- | ------------------------- | ------------------------- | ---------------- | ------- | -------- | ------------ | -------------- | ---------- |
| Ryzen Threadripper | 2990WX           | 32 (64)         | 3,0                       | 4,2                       | 64 MB            | 250     | 4 × CCD  | 8 × 4        | 13 août 2018   | 1799       |
| Ryzen Threadripper | 2970WX           | 24 (48)         | 3,0                       | 4,2                       | 64 MB            | 250     | 4 × CCD  | 8 × 3        | Octobre 2018   | 1299       |
| Ryzen Threadripper | 2950X            | 16 (32)         | 3,5                       | 4,4                       | 32 MB            | 180     | 2 × CCD  | 4 × 4        | 31 août 2018   | 899        |
| Ryzen Threadripper | 2920X            | 12 (24)         | 3,5                       | 4,3                       | 32 MB            | 180     | 2 × CCD  | 4 × 3        | Octobre 2018   | 649        |

1. ↑  Nb. cœurs complexes (CCX) × cœurs par CCX

### APU pour PC de bureau
Caractéristiques communes des APU pour PC de bureau basés sur Zen+ :
- Socket : AM4.
- Tous les CPU supportent la mémoire DDR4-2933 en mode double canal, tandis que les Athlon Pro 300GE et Athlon Silver Pro 3125GE supportent seulement la DDR4-2666.
- Cache L1 : 96 ko (32 ko données + 64 ko instructions) par cœur.
- Cache L2 : 512 ko par cœur.
- Tous les CPUs supportent 16 lignes PCIe 3.0.
- Comprend un GPU intégré GCN de 5ème génération.
- Procédé de fabrication : GlobalFoundries 12LP.

| Modèle                   | CPU             | CPU                       | CPU                       | CPU              | GPU             | GPU             | GPU                 | GPU                          | TDP (W) | Date de sortie    | Prix (USD) |
| Modèle                   | Cœurs (threads) | Fréquence d'horloge (GHz) | Fréquence d'horloge (GHz) | Cache L3 (total) | Modèle          | Config          | Freq. horloge (MHz) | Puissance de calcul (GFLOPS) | TDP (W) | Date de sortie    | Prix (USD) |
| Modèle                   | Cœurs (threads) | Base                      | Boost                     | Cache L3 (total) | Modèle          | Config          | Freq. horloge (MHz) | Puissance de calcul (GFLOPS) | TDP (W) | Date de sortie    | Prix (USD) |
| ------------------------ | --------------- | ------------------------- | ------------------------- | ---------------- | --------------- | --------------- | ------------------- | ---------------------------- | ------- | ----------------- | ---------- |
| Athlon Pro 300GE         | 2 (4)           | 3,4                       | NC                        | 4 MB             | Vega 3          | 192:12:4 3 CU   | 1100                | 424,4                        | 35      | 30 septembre 2019 | OEM        |
| Athlon Silver Pro 3125GE | 2 (4)           | 3,4                       | NC                        | 4 MB             | Radeon Graphics | 192:12:4 3 CU   | 1100                | 424,4                        | 35      | 21 juillet 2020   | OEM        |
| Athlon Gold 3150GE       | 4 (4)           | 3,3                       | 3,8                       | 4 MB             | Radeon Graphics | 192:12:4 3 CU   | 1100                | 424,4                        | 35      | 21 juillet 2020   | OEM        |
| Athlon Gold Pro 3150GE   | 4 (4)           | 3,3                       | 3,8                       | 4 MB             | Radeon Graphics | 192:12:4 3 CU   | 1100                | 424,4                        | 35      | 21 juillet 2020   | OEM        |
| Athlon Gold 3150G        | 4 (4)           | 3,5                       | 3,9                       | 4 MB             | Radeon Graphics | 192:12:4 3 CU   | 1100                | 424,4                        | 65      | 21 juillet 2020   | OEM        |
| Athlon Gold Pro 3150G    | 4 (4)           | 3,5                       | 3,9                       | 4 MB             | Radeon Graphics | 192:12:4 3 CU   | 1100                | 424,4                        | 65      | 21 juillet 2020   | OEM        |
| Ryzen 3 3200GE           | 4 (4)           | 3,3                       | 3,8                       | 4 MB             | Vega 8          | 512:32:16 8 CU  | 1200                | 1228,8                       | 35      | 7 juillet 2019    | OEM        |
| Ryzen 3 Pro 3200GE       | 4 (4)           | 3,3                       | 3,8                       | 4 MB             | Vega 8          | 512:32:16 8 CU  | 1200                | 1228,8                       | 35      | 30 septembre 2019 | OEM        |
| Ryzen 3 3200G            | 4 (4)           | 3,6                       | 4,0                       | 4 MB             | Vega 8          | 512:32:16 8 CU  | 1250                | 1280                         | 65      | 7 juillet 2019    | 99         |
| Ryzen 3 Pro 3200G        | 4 (4)           | 3,6                       | 4,0                       | 4 MB             | Vega 8          | 512:32:16 8 CU  | 1250                | 1280                         | 65      | 30 septembre 2019 | OEM        |
| Ryzen 5 Pro 3350GE       | 4 (4)           | 3.3                       | 3.9                       | 4 MB             | Radeon Graphics | 640:40:16 10 CU | 1200                | 1536                         | 35      | 21 juillet 2020   | OEM        |
| Ryzen 5 Pro 3350G        | 4 (8)           | 3.6                       | 4,0                       | 4 MB             | Radeon Graphics | 640:40:16 10 CU | 1300                | 1830,4                       | 65      | 21 juillet 2020   | OEM        |
| Ryzen 5 3400GE           | 4 (8)           | 3,3                       | 4,0                       | 4 MB             | Vega 11         | 704:44:16 11 CU | 1300                | 1830,4                       | 35      | 7 juillet 2019    | OEM        |
| Ryzen 5 Pro 3400GE       | 4 (8)           | 3,3                       | 4,0                       | 4 MB             | Vega 11         | 704:44:16 11 CU | 1300                | 1830,4                       | 35      | 30 septembre 2019 | OEM        |
| Ryzen 5 3400G            | 4 (8)           | 3,7                       | 4,2                       | 4 MB             | RX Vega 11      | 704:44:16 11 CU | 1400                | 1971,2                       | 65      | 7 juillet 2019    | 149        |
| Ryzen 5 Pro 3400G        | 4 (8)           | 3,7                       | 4,2                       | 4 MB             | Vega 11         | 704:44:16 11 CU | 1400                | 1971,2                       | 65      | 30 septembre 2019 | OEM        |

1. ↑  A partir des produits sortis en 2020, AMD a arrêté de faire référence au processeur graphique intégré sous le nom de "Vega", par conséquent tous les iGPUs basés sur Vega sont baptisés AMD Radeon Graphics (au lieu de Radeon Vega 3 ou Radeon Vega 10)[11],[12],[13]
2. ↑  Nb. Unified shaders : Nb. TMU : Nb. ROP et Nb. Compute units (CU)
3. ↑  Les performances en simple précision sont calculées à partir de la fréquence d'horloge de base (ou boost) basé sur une opération FMA.

### APU pour ordinateurs portables
Caractéristiques communes des APU pour PC portables Ryzen 3000 :
- Socket : FP5.
- Tous les CPU supportent la mémoire DDR4-2400 en mode double canal.
- Cache L1 : 96 ko (32 ko données + 64 ko instructions) par cœur.
- Cache L2 : 512 ko par cœur.
- Tous les CPU supportent 16 lignes PCIe 3.0.
- Comprend un GPU intégré GCN de 5ème génération.
- Procédé de fabrication : GlobalFoundries 12LP (14LP+).

| Marque et modèle | Marque et modèle | CPU             | CPU                       | CPU                       | CPU              | CPU         | GPU        | GPU                 | GPU             | GPU                          | TDP (W) | Date de sortie    |
| Marque et modèle | Marque et modèle | Cœurs (threads) | Fréquence d'horloge (GHz) | Fréquence d'horloge (GHz) | Cache L3 (total) | Config cœur | Modèle     | Freq. horloge (GHz) | Config          | Puissance de calcul (GFLOPS) | TDP (W) | Date de sortie    |
| Marque et modèle | Marque et modèle | Cœurs (threads) | Base                      | Boost                     | Cache L3 (total) | Config cœur | Modèle     | Freq. horloge (GHz) | Config          | Puissance de calcul (GFLOPS) | TDP (W) | Date de sortie    |
| ---------------- | ---------------- | --------------- | ------------------------- | ------------------------- | ---------------- | ----------- | ---------- | ------------------- | --------------- | ---------------------------- | ------- | ----------------- |
| Ryzen 7          | 3780U            | 4 (8)           | 2,3                       | 4,0                       | 4 MB             | 1 × 4       | RX Vega 11 | 1,4                 | 704:44:16 11 CU | 1971,2                       | 15      | Octobre 2019      |
| Ryzen 7          | 3750H            | 4 (8)           | 2,3                       | 4,0                       | 4 MB             | 1 × 4       | RX Vega 10 | 1,4                 | 640:40:16 10 CU | 1792,0                       | 35      | 6 janvier 2019    |
| Ryzen 7          | 3700C            | 4 (8)           | 2,3                       | 4,0                       | 4 MB             | 1 × 4       | RX Vega 10 | 1,4                 | 640:40:16 10 CU | 1792,0                       | 15      | 22 septembre 2020 |
| Ryzen 7          | 3700U,           | 4 (8)           | 2,3                       | 4,0                       | 4 MB             | 1 × 4       | RX Vega 10 | 1,4                 | 640:40:16 10 CU | 1792,0                       | 15      | 6 janvier 2019    |
| Ryzen 5          | 3580U            | 4 (8)           | 2,1                       | 3,7                       | 4 MB             | 1 × 4       | Vega 9     | 1,3                 | 576:36:16 9 CU  | 1497,6                       | 15      | Octobre 2019      |
| Ryzen 5          | 3550H            | 4 (8)           | 2,1                       | 3,7                       | 4 MB             | 1 × 4       | Vega 8     | 1,2                 | 512:32:16 8 CU  | 1228,8                       | 35      | 6 janvier 2019    |
| Ryzen 5          | 3500C            | 4 (8)           | 2,1                       | 3,7                       | 4 MB             | 1 × 4       | Vega 8     | 1,2                 | 512:32:16 8 CU  | 1228,8                       | 15      | 22 septembre 2020 |
| Ryzen 5          | 3500U,           | 4 (8)           | 2,1                       | 3,7                       | 4 MB             | 1 × 4       | Vega 8     | 1,2                 | 512:32:16 8 CU  | 1228,8                       | 15      | 6 janvier 2019    |
| Ryzen 5          | 3450U            | 4 (8)           | 2,1                       | 3,5                       | 4 MB             | 1 × 4       | Vega 8     | 1,2                 | 512:32:16 8 CU  | 1228,8                       | 15      | Juin 2020         |
| Ryzen 3          | 3350U            | 4 (4)           | 2,1                       | 3,5                       | 4 MB             | 1 × 4       | Vega 6     | 1,2                 | 384:24:8 6 CU   | 921,6                        | 15      | 6 janvier 2019    |
| Ryzen 3          | 3300U,           | 4 (4)           | 2,1                       | 3,5                       | 4 MB             | 1 × 4       | Vega 6     | 1,2                 | 384:24:8 6 CU   | 921,6                        | 15      | 6 janvier 2019    |

1. ↑  Nb. cœurs complexes (CCX) × cœurs par CCX
2. ↑  Nb. Unified Shaders : Nb. TMU : Nb. ROP et Nb. Compute Units (CU)
3. ↑  Les performances en simple précision sont calculées à partir de la fréquence d'horloge de base (ou boost) basée sur une opération FMA.
4. 1 2 3  Modèle également disponible en version PRO, AMD Ryzen 3 PRO 

  - Pour Ryzen 3 3300U Vega 6,  voir https://www.amd.com/en/products/apu/amd-ryzen-3-pro-3300u
  - Pour Ryzen 5 3500U Vega 8,  voir https://www.amd.com/en/products/apu/amd-ryzen-5-pro-3500u
  - Pour Ryzen 7 3700U Vega 10,  voir https://www.amd.com/en/products/apu/amd-ryzen-7-pro-3700u